# كأس ساو تومي وبرينسيب الوطني
كأس ساو تومي وبرينسيب الوطني (بالبرتغالية: Taça Nacional de São Tomé e Príncipe‏) ، هي بطولة رسمية لكرة القدم في ساو تومي وبرينسيب ، أسست سنة 1981م.

## وصلة خارجية
- RSSSF competition history